# I figli di Dune (romanzo)
I figli di Dune è un romanzo di fantascienza di Frank Herbert, il terzo del Ciclo di Dune. Pubblicato originariamente a puntate su Analog Science Fact and Fiction nel 1976, fu l'ultimo della serie ad essere serializzato prima della pubblicazione in volume.
Come il precedente romanzo Messia di Dune, ha avuto un adattamento per la televisione nel 2003 in una miniserie in tre puntate dal titolo I figli di Dune prodotta da Sci-Fi Channel.

## Trama

### Antefatto
Alla fine del romanzo precedente Paul Atreides ha avuto due bambini, Leto e Ghanima. Avendo perso la vista in un precedente attentato e, subito dopo la nascita dei bambini e la morte di Chani, anche il suo potere di prescienza che gli consentiva di governare nonostante la cecità, Paul decide di andare a morire nel deserto secondo le usanze Fremen, lasciando i figli alla custodia di Stilgar e Irulan e il governo dell'impero alla sorella Alia come reggente. A causa della dieta ad elevata concentrazione di spezia di Chani, i bambini hanno acquisito l'autocoscienza fin dal ventre materno e hanno ereditato il potere di preveggenza del padre, comprese le visioni sul destino dell'umanità.

### Trama
Sono passati nove anni da quando l'imperatore Paul Muad'dib ha lasciato il trono per perdersi nel deserto. La trasformazione ecologica di Arrakis procede con regolarità, e alcuni Fremen riescono persino a vivere senza tute distillanti nelle regioni meno aride. Buona parte dei Fremen sta cominciando ad abbandonare i Sietch e a trasferirsi in villaggi e città. Milioni di Fremen, grazie alla Jihad, hanno sperimentato la vita su altri pianeti e in ambienti diversi dal deserto, aprendo le loro menti a possibilità prima impensabili, ma anche cominciando a dimenticare le vecchie usanze. È un periodo di grandi cambiamenti sociali e crescita economica per il pianeta capitale dell'impero, con folle sempre più numerose di pellegrini che arrivano ogni giorno da migliaia di mondi spinti dalla religione sorta attorno alla figura di Paul Muad'dib.
L'opera si apre con una riunione dell'alto consiglio della Casa Imperiale i cui membri sono Alia, Duncan Idaho, Irulan e Stilgar, che discutono sulla perdita di iniziativa politica. Paul Atreides non è stato in grado di controllare la Jihad ed ha lasciato ai suoi successori soltanto l'ombra del suo carisma religioso. Ora Alia e il suo consiglio si trovano invischiati in una serie di rituali politici e religiosi sempre più vuoti.
I due figli di Paul, Leto e Ghanima, non sono due normali bambini di nove anni, ma sono dei "prenati", bambini che, come Alia, sono diventati coscienti prima di nascere e possiedono i ricordi di tutti i loro antenati. Tale capacità è uno dei principali poteri delle Reverende Madri Bene Gesserit che lo acquisiscono in seguito ad una particolare cerimonia, ma secondo le cronache della sorellanza, il suo possesso da parte di bambini è sicura causa di sventure perché un bambino che subisce questo processo, non avendo nessun addestramento mentale e una personalità ben definita, non riesce a gestire la folla di "persone" nella loro mente e finisce per essere posseduto da un antenato abbastanza determinato e malvagio da distruggere la mente del proprio discendente, diventando così un'"abominazione". Questo non è ancora il caso di Leto e Ghanima, ma i bambini temono che un giorno potrebbe accadere, tanto più da quando si sono accorti che Alia ha già subito questa sorte. Altro motivo di preoccupazione è la scoperta che l'accelerazione nella trasformazione di Dune porterà all'estinzione dei vermi delle sabbie, e quindi alla scomparsa della spezia Melange. Oltre a loro, soltanto Alia è consapevole di questo fatto, ma non intende fare nulla al riguardo.
Inoltre, Leto ha cominciato ad avere sogni che egli comincia a ritenere profetici, come suo padre alla sua età, ma teme di rimanere imprigionato in una precoce visione del futuro come sospetta sia successo a Paul. Alia continua anche a fare pressione su di lui perché si sottoponga all'agonia della spezia per attivare tutto il potere di preveggenza, in quanto ritiene di averne bisogno per governare l'impero, ma Leto teme che il potenziamento delle percezione dato dalla spezia potrebbe portarlo a diventare un'abominazione.
La tensione raggiunge il culmine con l'annuncio che Lady Jessica sta tornando su Arrakis per visitare i suoi nipoti, dopo avere passato gli anni dalla morte di Leto su Caladan. Alia ha paura di questo incontro perché è stata effettivamente posseduta da suo nonno, il barone Vladimir Harkonnen, ed è sicura che la madre se ne accorgerà.
Nel deserto, intanto, una nuova figura religiosa è sorta tra i Fremen, un uomo misterioso che predica contro l'ipocrisia del governo religioso e i cambiamenti dello stile di vita Fremen. Nessuno sa chi sia, e tutti lo chiamano solamente il Predicatore, ma alcuni credono che si tratti di Paul Muad'dib sopravvissuto al deserto, e il fatto che il Predicatore sia cieco instilla il sospetto nello stesso consiglio imperiale.
Su Salusa Secundus, la famiglia Corrino è governata da Wensicia, sorella minore di Irulan, in nome del figlio Farad'n ancora giovane. Wensicia desidera riportare la sua famiglia al potere facendo del figlio il prossimo imperatore, ed elabora pertanto un piano per uccidere i gemelli Atreides. In segreto, ella fa condizionare due tigri Laza ad uccidere coppie di bambini di nove anni vestiti con un particolare abbigliamento che intende inserire fra altri doni diretti alla famiglia reale. Per l'addestramento delle tigri, Wensicia si macchia dell'uccisione di numerosi bambini usati come bersaglio vivente.
Jessica arriva su Arrakis già all'erta, in quanto contattata dalle Bene Gesserit, e costretta ad ammettere che per anni ha trascurato importanti doveri. Con l'avvertimento della sorellanza, Jessica torna su Dune per verificare se Alia e i gemelli sono diventati delle abominazioni. Sul campo di atterraggio incontra la figlia e si accorge subito che per lei è già troppo tardi. Nonostante le sue preoccupazioni precedenti una parte di Alia si sente sollevata per non dover più nascondere il suo segreto. Jessica non trova invece traccia di abominazione in nessuno dei due gemelli, ma si accorge che Leto sta nascondendo qualcosa, e organizza perciò un incontro con la sola Ghanima. Le due riscoprono l'affetto reciproco e comunicano come nonna e nipote: Ghanima rivela che lei e Leto sono consapevoli che Alia è posseduta, e hanno ipotizzato che l'agonia della spezia possa essere stato il fattore cruciale della sua rovina. Jessica parla poi con Leto, il quale le rivela le sue deduzioni su come lei sia stata manipolata dalle Bene Gesserit nel tornare su Arrakis, e le espone alcuni dei suoi piani per il futuro.
Leto procede poi a sconvolgere Stilgar scuotendo le sue convinzioni: prima smonta la visione che Stilgar ha di lui puntando la sua attenzione sull'antichità delle memorie ancestrali della sua mente e il fatto che fra di esse c'è anche quella dello stesso Paul Muad'dib, poi rivela di aver cominciato ad avere sogni premonitori: in un prossimo futuro Leto verrà ucciso proprio nel luogo in cui stanno parlando, perciò egli ordina a Stilgar, nel caso ciò si verificasse, di prendere Ghanima e fuggire nel deserto; infine, mina la fiducia di Stilgar in Alia evidenziando le pecche dei suoi ragionamenti, e il corso distruttivo che lei ha imposto all'impero e ai Fremen. Leto conclude costringendo Stilgar a rendersi conto che il suo mondo sta cambiando, e che le tradizioni non sono più la guida sicura di un tempo.
Durante un'udienza formale condotta da Alia e Jessica, uno dei vecchi fedaykin di Paul afferma che la trasformazione ecologica sta distruggendo il deserto e lo stile di vita Fremen, compresa la raccolta della spezia. In quel momento, un sicario di Alia, ormai completamente succube del barone, coglie l'occasione per tentare di assassinare Jessica, la quale però si salva con l'aiuto dei fedaykin presenti che la conducono nel loro sietch. Oltraggiati dall'attentato contro la loro Reverenda Madre, i Fremen insorgono, incoraggiati dall'avere dalla loro parte la madre di Muad'dib. Per Jessica lo scopo della rivolta è costringere Alia a sottoporsi al test della possessione.
Intanto, i gemelli si trovano al sicuro a Sietch Tabr, decretato da Stilgar e Alia territorio neutrale, dove decidono di dare il via al loro piano. Durante una notte, escono di nascosto nel deserto e vanno deliberatamente incontro alla trappola dei Corrino, non senza però essersi adeguatamente preparati grazie alle visioni di Leto. Come previsto, vengono attaccati dalle tigri Laza, ma riescono a rifugiarsi in una caverna e ad ucciderle con dei kriss (i pugnali dei Fremen costruiti da un dente di Verme delle sabbie) avvelenati, anche se Ghanima rimane ferita ad un braccio. A questo punto Leto parte da solo in un viaggio alla ricerca di risposte ai tanti dilemmi che le sue visioni gli hanno aperto, in primo luogo sul Sentiero Dorato che dovrebbe allontanare l'umanità dalla minaccia dell'estinzione. Perché nessuno possa ostacolarlo, Ghanima dovrà tornare al sietch da sola portando la notizia della sua morte ad opera delle tigri. A questo scopo, Ghanima, dovendo convincere persone che possiedono la capacità di osservazione Bene Gesserit, usa un'antica tecnica di autoipnosi, coadiuvata dalla "personalità interna" della madre Chani, per sigillare la verità nella sua mente e convincere anche sé stessa della morte del fratello. La ragazza fa ritorno al sietch ferita e afflitta dal dolore, ma non manca di identificare ed uccidere il sicario di Wensicia che ha manovrato le tigri. Incidentalmente, la tecnica ipnotica rivela come utile effetto collaterale la capacità di bloccare le voci interne delle personalità passate.
Nel frattempo, Farad'n viene informato dalla madre del suo tentativo di assassinare i gemelli e ne rimane sconvolto, non tanto dal tentativo in sé quanto dalla sua goffaggine. Tuttavia, ciò serve a far prendere coscienza il ragazzo, finora più interessato alla sua passione per la storia che al potere, della posta in gioco.
Duncan scopre che Alia lo tradisce con Javid, uno degli alti sacerdoti della chiesa di Paul, ma persino questo passa in secondo piano con la scoperta che Alia è posseduta. I numerosi piccoli indizi confluiscono nella tragica verità quando lei suggerisce a Duncan la necessità di sbarazzarsi di Jessica. Non solo questo non rientra nel comportamento tipico degli Atreides, ma Alia non potrebbe nemmeno prendere in considerazione un atto del genere se fosse in contatto con la madre nella sua mente, perciò egli è costretto a concludere che tale contatto è bloccato da un'altra "personalità interna" che ha preso il controllo. Duncan perciò accetta apertamente di far "sparire" Jessica, come richiesto da Alia, mentre in realtà la rapisce e la porta su Salusa Secundus, dove Farad'n informa Jessica, con una certa sensibilità, che Leto è morto, ma che Ghanima è sopravvissuta. Saputo che le Bene Gesserit hanno inoltrato una protesta formale contro il complotto Corrino, Farad'n sfrutta la situazione per costringere la madre a cedergli ufficialmente il governo della Casa e propone a Jessica un baratto. Lui manderà Wensicia in esilio e Jessica annuncerà di essere venuta su Salusa di propria spontanea volontà per educarlo alle tecniche Bene Gesserit. Inoltre, la Sorellanza ha proposto a Farad'n di salire al trono imperiale con Ghanima come sua sposa. Duncan subisce un altro duro colpo quando viene a sapere che Alia ha offerto sé stessa come moglie di Farad'n, proposta che egli ha saggiamente rifiutato. Duncan torna su Arrakis dopo un burrascoso dialogo con Jessica, durante il quale lascia formalmente il servizio degli Atreides, oltre che a insultare Jessica e a raccomandare Farad'n di rispedirla alla sorellanza.
Intanto, su Arrakis, Alia fa una sconvolgente scoperta: spiando uno dei discorsi del Predicatore scopre che i sospetti di molti, compresi i suoi, sono veri, cioè che il Predicatore cieco è realmente suo fratello Paul Muad'dib.
Leto intanto è alla ricerca del leggendario Jacurutu. Secoli prima, esisteva una tribù di Fremen chiamati Iduali o "Insetti d'acqua" che vivevano in un luogo chiamato Jacurutu, detto anche Fondak, e a Shuloch, nelle sue vicinanze. Siccome gli Iduali spesso uccidevano gli altri Fremen per prendere la loro acqua, le altre tribù, per ritorsione, si unirono per sterminarli e dichiararono tabù il loro sietch, benché i superstiti vivano lì ancora oggi di nascosto. Jacurutu/Fondak/Shuloch è considerato dalla maggioranza solo una leggenda, e pertanto un posto ideale per nascondersi. Leto riesce a trovare Jacurutu, ma viene catturato mentre cerca di infiltrarsi. Al suo risveglio scopre che fra coloro che lo hanno catturato vi è Gurney Halleck, che lo affida ad un Fremen di nome Namri, il quale sarà il suo maestro e giudice e lo giustizierà se non riuscirà a imparare. I due somministrano forzatamente a Leto dell'essenza di spezia, costringendolo a subire l'agonia della spezia. Gurney crede di agire per ordine di Jessica, ma è in realtà ingannato da Alia.
Leto sperimenta una serie di visioni profetiche di possibili futuri, così intense da portarlo sull'orlo della follia, ma alla fine riesce a riprendersi. In tutti i futuri da lui visti tranne uno, la specie umana si estingue. Tale eccezione è il Sentiero Dorato. Le visioni mostrano a Leto anche le scelte che dovrà compiere per poter realizzare tale futuro, scelte di terribili sacrifici personali che tuttavia egli accetta di compiere per il bene dell'umanità. La prima di tali scelte è accettare una forma di "possessione controllata", alleandosi con una delle sue memorie ancestrali, un sovrano dell'antichità di nome Harum. Dopo quest'esperienza, Leto viene messo alla prova da Namri e sopravvive al primo test. Prima del secondo test, però, riesce a fuggire nel deserto. Mentre Gurney e Namri litigano sulle responsabilità della fuga, quest'ultimo rivela all'altro di essere stato per tutto quel tempo al servizio di Alia e non di Jessica e lo attacca. Gurney lo uccide facilmente e fugge da Jacurutu.
Duncan è intanto tornato da Alia, la quale ormai ha saputo che la madre è ancora viva e sta addestrando Farad'n. Tuttavia non imputa il suo comportamento ad un deliberato atto di tradimento, ma alla sua ingenuità che lo porterebbe a prendere alla lettera ogni sua richiesta. Ad ogni modo, Alia/Vladimir Harkonnen decide che Duncan potrebbe diventare una minaccia alla lunga e organizza un incidente, dal quale però egli riesce a sfuggire facilmente e si rifugia a Sietch Tabr.
La fuga di Leto, intanto, si conclude rapidamente: Namri, infatti, aveva sabotato la sua tuta distillante, e prima che lui se ne accorga ha già perso metà della sua acqua. Non potendo andare lontano, Leto si dirige a Shuloch dove incontra un gruppo di uomini di Jucurutu/Shuloch e, con un sotterfugio, costringe il loro capo Muriz a offrirgli ospitalità. Lì, Leto scopre che questi Fremen catturano Vermi Giganti per venderli a varie potenze che vorrebbero impiantare questa forma di vita su altri mondi per spezzare il monopolio della spezia di Arrakis. Leto coglie l'occasione per intraprendere il processo di realizzazione del Sentiero Dorato, e sfruttando l'elevata saturazione di spezia nel suo sangue dovuta all'overdose inflittagli da Namri, attira delle trote delle sabbie, la forma larvale dei vermi delle sabbie, e le induce ad aderire al suo corpo formando una seconda pelle. Le trote estendono le loro ciglia nel corpo di Leto, alterandone la chimica e trasformandolo in un ibrido umano/verme. In seguito a questa metamorfosi, Leto acquisisce poteri sovrumani, quali forza e velocità potenziate e l'invulnerabilità tipica dei vermi.
Leto viaggia nel deserto ad enorme velocità finché non incontra il Predicatore e lo riconosce come suo padre. Paul si ricongiunge dolorosamente con il figlio che ha avuto il coraggio di fare ciò che lui non ha potuto; anche le sue visioni, infatti, gli avevano mostrato il Sentiero Dorato, e Paul sa bene il prezzo che Leto dovrà pagare per percorrerlo.
Stilgar lotta ancora per mantenere il suo sietch neutrale nella rivolta in corso. Duncan cerca di convincerlo che Alia è posseduta e pericolosa e va fermata ad ogni costo, ma, non ottenendo risultati con le parole, decide di metterlo alle strette. Quando Alia manda Javid a Sietch Tabr come ambasciatore, Duncan lo uccide col pretesto della gelosia e, alle proteste di Stilgar, risponde insultandolo, definendolo servo di Alia. In preda alla furia Stilgar uccide Duncan, ma poi, a mente fredda, si rende conto che nessuna scusa potrà giustificare l'assassinio del marito della Reggente Imperiale, e l'unico modo per sfuggire alla rappresaglia di Alia è passare dalla parte dei ribelli, proprio come era nelle intenzioni dello stesso Duncan. Quando Alia riceve notizia della morte del marito, fa ciò che ci si aspetterebbe da ogni Fremen: ordina alle sue truppe di uccidere Stilgar. Privatamente, però, mentre il barone Harkonnen si rallegra per la morte di Duncan, che aveva comunque già programmato, la vera Alia riemerge, anche se solo per un attimo, per piangere il suo amato Duncan.
Mentre il conflitto fra ribelli e lealisti infuria e Stilgar guida il suo popolo e Ghanima da un nascondiglio ad un altro, Leto vaga per il deserto distruggendo i qanat, i depositi d'acqua che sostengono la trasformazione ecologica, riportando indietro di decenni il processo.
Alia riesce a catturare Ghanima con un inganno e le offre di sposare Farad'n. Ghanima accetta, ma soltanto per attirare Farad'n su Arrakis e ucciderlo per vendicare la morte di Leto, che ella crede reale come chiunque altro grazie al condizionamento ipnotico.
Leto sceglie l'arrivo di Farad'n per fare la sua mossa, e si reca ad Arrakeen con il Predicatore travestito come sua guida. Nella piazza davanti alla cattedrale del suo stesso culto, di fronte a migliaia di pellegrini da centinaia di mondi, più Alia, Farad'n e Jessica, che lo osservano dalle finestre del palazzo imperiale, Paul pronuncia il suo discorso più devastante contro la sorella e la sua chiesa, provocando uno dei sacerdoti che lo uccide. A questo punto, Leto si presenta di fronte ad Alia, Farad'n e Jessica insieme a Ghanima e risveglia la memoria di quest'ultima con una parola chiave. Dopo aver spazzato via le guardie di Alia, Leto le offre il suo aiuto per combattere le sue altre memorie. A questo punto, però, Alia ha un crollo e perde totalmente il controllo di sé stessa. Il barone Harkonnen si rivela apertamente e lancia la sua ultima sfida alla stirpe Atreides, ma con l'incoraggiamento di Leto e Jessica, la vera Alia riemerge e riesce a riprendere il controllo del suo corpo, soltanto però quanto basta per porre termine alla sua vita gettandosi dalla finestra.
Leto si proclama imperatore, e grazie alla sua forza sovrumana e la sua quasi-invulnerabilità, costringe tutti i naib Fremen alla sottomissione per la paura e il timore reverenziale. In privato, Leto rivela a Farad'n il Sentiero Dorato e il fatto che la pelle del verme gli conferisce un'aspettativa di vita di circa quattromila anni. Leto preannuncia che la trasformazione ecologica di Arrakis continuerà portando all'estinzione dei vermi e della spezia. Per placare le preoccupazioni sulla sorte dell'umanità senza questa sostanza, annuncia che nei secoli successivi egli farà in modo di accumulare Melange sufficiente per il fabbisogno dell'umanità per i secoli del suo regno, al termine del quale, con la sua morte, il suo corpo si scomporrà nuovamente in trote delle sabbie che ridaranno vita ai grandi vermi. Infine, Leto annuncia che intende prendere in consegna il programma di accoppiamenti selettivi delle Bene Gesserit per i suoi scopi e, non essendo lui più umano e non potendo più riprodursi, chiede a Farad'n di esserne il fondatore insieme a Ghanima. Farad'n accetta, sentendo di non avere comunque molta scelta, come accetta di cedere al nuovo imperatore il controllo delle sue legioni Sardaukar.
La posizione di Leto Atreides II come Imperatore Dio della galassia è ormai sicura. Con i suoi eserciti, la preveggenza e un'infinità di memorie ancestrali, nessuno può opporsi a lui, e con pugno di ferro governerà il genere umano per millenni, forzandolo lungo il Sentiero Dorato.

## Personaggi

### Casa Atreides
- Alia Atreides, sorella minore di Paul Atreides e reggente dell'Impero
- Leto Atreides II, figlio di Paul e successore al trono imperiale
- Ghanima Atreides, figlia di Paul
- Lady Jessica, madre di Paul e Alia
- Duncan Idaho, marito di Alia
- Gurney Halleck, guerriero e menestrello

### Casa Corrino
- Irulan, moglie ufficiale di Paul Atreides
- Wensicia, sorella minore di Irulan, reggente della Casa Corrino
- Farad'n, figlio di Wensicia ed erede della famiglia Corrino

### Casa Harkonnen
- Barone Vladimir Harkonnen, capo della Casa Harkonnen

### Fremen
- Stilgar, Naib dei Fremen (capo di un sietch)
- Il Predicatore, falsa identità di Paul Atreides

## Edizioni
- Frank Herbert, Children of Dune, 1977.
- Frank Herbert, I figli di Dune, traduzione di Gianpaolo Cossato - Sandro Sandrelli, collana Cosmo Oro n° 27, Editrice Nord, 1977,  p. 411, ISBN 88-429-0324-8.
- Frank Herbert, I figli di Dune, traduzione di Gianpaolo Cossato - Sandro Sandrelli, collana Sperling Serial, Sperling & Kupfer, 1999,  p. 372, ISBN 88-86845-54-5.
- Frank Herbert, Il ciclo di Dune - Vol.1, traduzione di Giampaolo Cossato - Sandro Sandrelli, collana Sperling Serial, Sperling & Kupfer, 2006,  p. 1056, ISBN 88-7339-128-1.
- Frank Herbert, I Figli di Dune, traduzione di Giampaolo Cossato - Sandro Sandrelli, Tif Extra, Fanucci, 2012,  p. 539, ISBN 978-88-347-1847-6.
- Frank Herbert, I Figli di Dune, traduzione di Giampaolo Cossato - Sandro Sandrelli, Fanucci, 2021,  p. 539, ISBN 978-88-347-2860-4.